# Kevin Amuneke
Kevin Amuneke, född 10 maj 1986 i Lagos, Nigeria, är en nigeriansk före detta fotbollsspelare.
Han har bland annat spelat i Landskrona BoIS, IFK Norrköping och Östers IF. Han var under våren 2011 klubblös efter en sejour i portugisiska CD Nacional.  
I augusti 2011 blev han klar för Östers IF. 4 oktober 2011 gjorde Amuneke sitt första mål för sin nya klubb, i derbyt mot Jönköping Södra. Mitt under säsongen 2012 lämnade Amuneke Öster. Nu spelar han i Trelleborgs FF

## Landslagskarriär
Amuneke har gjort två landskamper för Nigeria, båda i juni 2005 mot Rwanda och Angola i kvalet till VM 2006. 